# Masao Sugimoto
Masao Sugimoto (født 26. juni 1967) er en tidligere japansk fodboldspiller.
Han har spillet for flere forskellige klubber i sin karriere, herunder Yamaha Motors og Shimizu S-Pulse.